# Eh mec ! Elle est où ma caisse ?
Pour plus de détails, voir Fiche technique et Distribution.
Eh mec ! Elle est où ma caisse ? ou Deux épais en cavale au Québec (titre original : Dude, Where's My Car?), est un film américain réalisé par Danny Leiner, sorti en 2000.

## Synopsis
Jesse et Chester se réveillent après avoir passé une nuit à faire la fête, et ont perdu leur voiture qui contenait le cadeau d'anniversaire de leurs petites amies, les jumelles Wanda et Wilma. En tentant de retracer leur dernière nuit, ils découvrent qu'ils ont en leur possession un disrupteur dimensionnel, objet énigmatique très puissant, et l'énigme qui l'entoure n'a d'égale que son immense puissance. Le disrupteur dimensionnel se révèle être l'objet de la convoitise d'une secte menée par un dénommé Zoltan.

## Fiche technique
- Titre français : Eh mec ! Elle est où ma caisse ?
- Titre québécois : Deux épais en cavale
- Titre original : Dude, Where's My Car?
- Réalisation : Danny Leiner
- Scénario : Philip Stark
- Photographie :  Robert M. Stevens
- Montage :  Kimberly Ray
- Musique :  David Kitay
- Société de production :  Twentieth Century Fox, Alcon Entertainment
- Société de distribution :  Twentieth Century Fox
- Pays de production :  États-Unis
- Langues originales : anglais, japonais, français
- Tournage : du 12 juin 2000 au 1er août 2000
- Genre : comédie
- Durée : 83 minutes
- Dates de sortie :
  - États-Unis : 10 décembre 2000 (première) ; 15 décembre 2000 (sortie nationale)
  - France : 18 avril 2001

## Distribution
- Ashton Kutcher (VF : Adrien Antoine) : Jesse Montgomery III
- Seann William Scott (VF : Christophe Lemoine) : Chester Greenburg
- Jennifer Garner (VF : Barbara Tissier) : Wanda
- Marla Sokoloff (VF : Caroline Victoria) : Wilma
- Kristy Swanson (VF : Laura Préjean) : Christie Bofion ( vo: Boner )
- David Herman (VF : Daniel Lafourcade) : Nelson
- Hal Sparks (VF : Pascal Massix) : Zoltan, le chef de la secte
- Charlie O'Connell (VF : Boris Rehlinger) : Tommy
- Cleo King (VF : Jacqueline Cohen) : Penny
- Andy Dick (VF : Jean-François Vlérick) : Mark
- John Toles-Bey (VF : Lucien Jean-Baptiste) : M. Pizzacoli
- John Melendez (VF : Sylvain Lemarié) : Gene
- Timmy Williams (VF : Hervé Rey) : Jeff
- Pat Finn (VF : Gérard Darier) : l'officier Rick
- Keone Young : M. Lee
- Brent Spiner : Pierre, l'honorable béarnais
- Katherine Baker : Tanya, la personne trans
- Fabio Lanzoni : l'homme dans la voiture au stop

Source et légende : Version française (VF) sur Voxofilm

## À noter
La « caisse » en question est une « Le Car » jaune, la Renault 5 conçue pour le marché américain.